# Villard-Léger
Villard-Léger település Franciaországban, Savoie megyében. Lakosainak száma 436 fő (2022. január 1.). Villard-Léger Betton-Bettonet, Chamoux-sur-Gelon, Champ-Laurent, La Table, La Trinité és Villard-Sallet községekkel határos.

## Népesség
A település népessége az elmúlt években az alábbi módon változott:
| Lakosok száma | 518  | 495  | 492  | 473  | 465  | 457  | 450  | 443  | 436  |
|               | 2013 | 2015 | 2016 | 2017 | 2018 | 2019 | 2020 | 2021 | 2022 |